# Plateresco

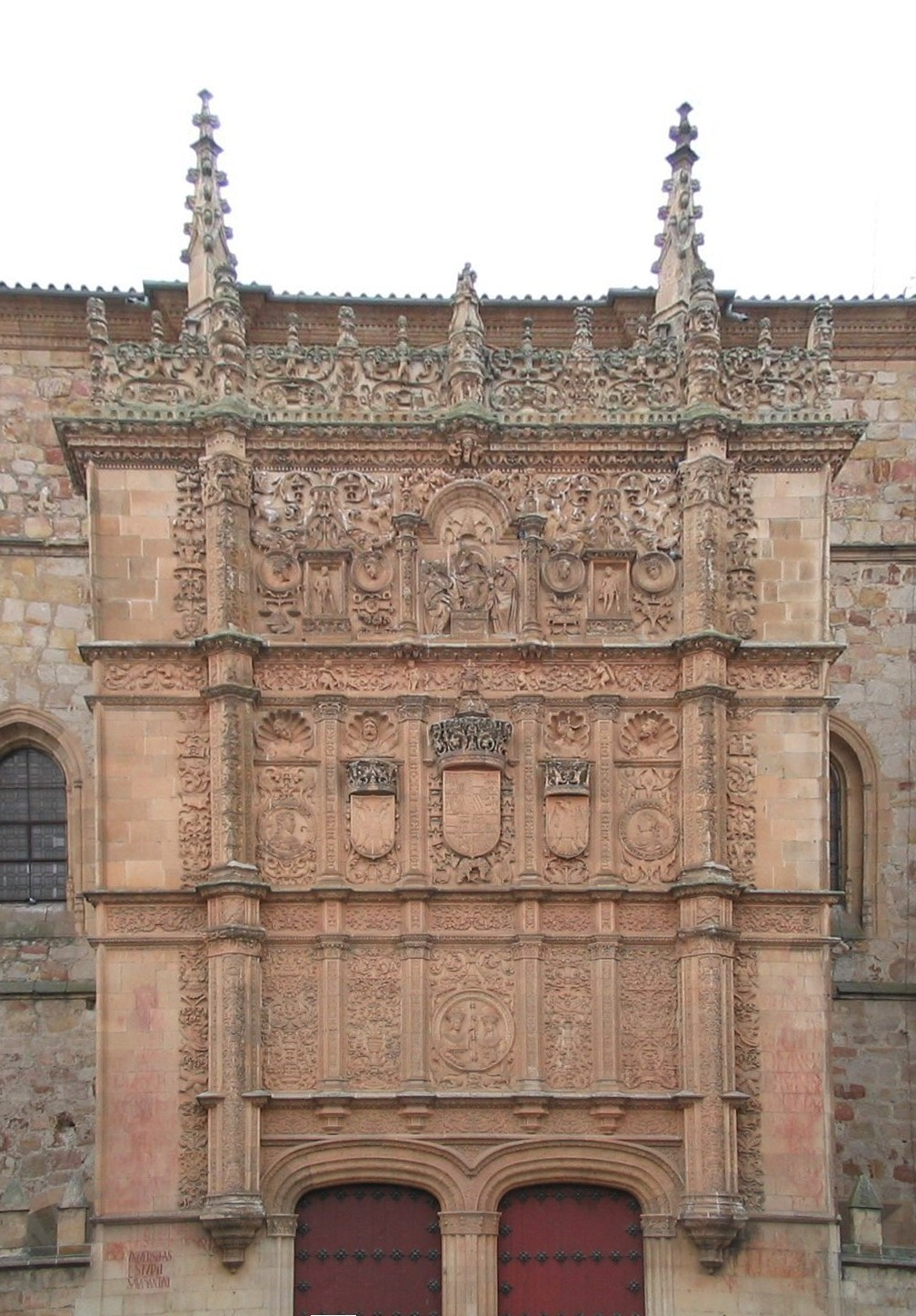
Facciata dell'Università di Salamanca.

Il plateresco (anche plataresco) è uno stile artistico fiorito in Spagna nel XV e nel XVI secolo. Si tratta di uno stile architettonico molto ornato e composto a imitazione dei lavori di argenteria (in spagnolo plata), da cui proviene il nome di plateresco.
Questo stile fu presto adottato nelle colonie spagnole in America del Sud e in molti edifici religiosi in Messico.
Importanti esempi di stile plateresco si trovano nel Palazzo Monterrey di Salamanca, la facciata dell'Hostal dos Reis Católicos, l'Università di Salamanca e l'Università di Alcalá.
Lo stile plateresco deriva dal rinascimento italiano, dall'architettura gotica spagnola e dallo stile mudéjar. Esempi di stile plateresco si trovano in Sicilia (palazzo della Giudecca) e in Sardegna. Questo stile influenzò anche il barocco leccese.

## Architetti e artisti
- Del primo plateresco.
  - Diego de Alcázar[2]
  - Alonso de Covarrubias[3]
  - Martín de Gainza[4]
  - Rodrigo Gil de Hontañón
  - Gil de Siloé[5]
  - Andrés de Vandelvira[4]
  - Diego de Riaño[4]
  - Diego de Siloé[6]
  - Vasco de la Zarza[7]
- Del neo-plateresco.
  - Eduardo Adaro Magro[8]
  - José López Sallaberry[9]